# Фадеев, Александр Иванович (революционер)
Алекса́ндр Ива́нович Фаде́ев (25 февраля 1862—1916) — русский революционер, отец писателя Александра Фадеева.

## Биография
Родился в селе Покровское Ирбитского уезда Пермской губернии. Отец, Иван Кузьмич, занимался «промыслом» — возил чугунные «чушки» с Алапаевского завода в Кустанай, сплавлял лес. Умер, не вернувшись в село. Мать, Аполлинария Тимофеевна, осталась одна с маленькими детьми. Помог её отец, Тимофей Яковлевич Абакумов, по настоянию которого, а также дяди, Кузьмы Абакумова, юный Александр был отдан в только что открытое в 1872 г. в селе земское училище.
В 1876 году Александр окончил училище, став одним из 3-х первых его выпускников. Вскоре стал работать помощником писаря в волостном правлении. В это же время знакомится с идеями народовольцев.
Решив стать учителем, в октябре 1880 г. сдает экстерном экзамен на сельского учителя в Ирбитском училище. Преподавал в Покровской школе и в селе Антоновском. В Антоновском создал народовольческий кружок, но местные власти вынудили покинуть село.
В 1885 г. — помощник учителя в Баженовском селе, откуда отправляется в Санкт-Петербург. По пути бурлачил на Каме и Волге, был чернорабочим в имении профессора Энгельгарда, служил в психиатрической больнице в Саратове. Добравшись до Петербурга, стал фельдшером в барачной больнице.
В 1892 г. вступил в «Санкт-Петербургскую группу народовольцев», руководил рабочими кружками. Вёл агитацию среди крестьян, распространял нелегальную литературу. Арестовали Фадеева 14 июня 1894 г., заключили в Петропавловскую крепость, где его навещала «невеста» Антонина Владимировна Кунц, дочь титулярного советника.
24 января 1896 г. сослан в Шенкурск Архангельской губернии на пять лет. В деле Архангельского губернского жандармского управления «О состоящем под гласным надзором полиции Фаддееве Александре Иванове», начатом в марте 1896 года и законченном 31 января 1901 года, сообщалось, что он будучи человеком активным, был связан дружбой со многими ссыльными. Антонина Владимировна Кунц приезжала к нему, а 14 октября 1898 г. вышла за него замуж. С 1899 г. Антонина Фадеева работала фельдшером в Путилово Шлиссельбургского уезда, там в 1900 г. родилась дочь Татьяна.
26 января 1901 г. Александр Иванович был освобождён, семья переехала в село Сусетково Речицкого уезда Минской губернии, потом в Кимры под Тверью, где 11 декабря (24 декабря по новому стилю) 1901 года родился сын Александр.
В 1902 г. — переезд в Курск, оттуда в Вильно. В 1905 г. в семье родился сын Владимир. Вместе с тем семейная жизнь не складывалась и в том же году супруги разошлись.
16 мая 1905 г. Александр Иванович Фадеев уехал на родину, оставив каждому из детей фотографию с надписью на память. Снова работал учителем, занимался революционной деятельностью. 3 января 1906 г. Александр Фадеев выступал на Ирбитском уездном крестьянском съезде с докладом о земельном переустройстве, а 5 января был снова арестован и сослан в Сибирь. В 1908 г. он снова в Санкт-Петербурге.
Умер от туберкулёза в 1916 г. в Одессе.
Антонина Владимировна в 1907 г. вторично вышла замуж за фельдшера Глеба Владиславовича Свитыча (1885—1917), с которым уехала на Дальний Восток, где родились сыновья Борис и Глеб.